# Auburn (Washington)
Auburn é uma cidade localizada no estado norte-americano de Washington, no Condado de King e Condado de Pierce. A cidade foi fundada em 1855.

## Demografia
Segundo o censo norte-americano de 2000, a sua população era de 40.314 habitantes. 
Em 2006, foi estimada uma população de 48.886, um aumento de 8572 (21.3%).

## Geografia
De acordo com o United States Census Bureau tem uma área de 55,1 km², dos quais 55,1 km² cobertos por terra e 0,0 km² cobertos por água. Auburn localiza-se a aproximadamente 31 m acima do nível do mar.

## Localidades na vizinhança
O diagrama seguinte representa as localidades num raio de 8 km ao redor de Auburn. 